# خديجة بن عرفة
خديجة بن عرفة هي ممثلة تونسية، ولدت في 28 مارس 1949، وتوفيت في 9 مارس 2017 في تونس العاصمة بعد صراع طويل مع مرض القلب.

## السيرة الذاتية
بدأت منذ الستينيات القرن الماضي في الإذاعة والمسرح وواصلت حتى السبعينات والثمانينات وبرزت تلك السنوات في العديد من الأعمال بالأبيض والأسود والتي بقت في ذاكرة المشاهد ومن أهمها: مسلسل «أمي تراكي»، مسرحية «عمتي عيشة راجل». برزت في التسعينات والألفينات بأدوار تلفزية في العديد من المسلسلات التونسية التي كانت اغلبها ناجحة.

توفيت الفنانة خديجة بن عرفة يوم 9 مارس 2017، على سن يناهز ال68 سنة.

## المسلسلات
- 1970: أمي تراكي
- 1994: أمواج.
- 1995: الحصاد.
- 1996 - 1997: الخطاب على الباب: بدور منيرة.
- 2000: منامة عروسية: بدور نبيهة عزوز.
- 2002: قمرة سيدي المحروس: بدور منوبية.
- 2003: عند عزيز.
- 2004: حسابات وعقابات.
- 2005: عودة المنيار.
- 2005: هلولة وسلومة.
- 2006: نواصي وعتب.
- 2007: الليالي البيض.
- 2009: مكتوب (الموسم 2).
- 2009: عاشق السراب.
- 2010: دنيا.
- 2011: الأستاذة ملاك.
- 2014: نسيبتي العزيزة (الموسم 4).
- 2015: بنت أمها (الموسم 2).
- 2016: مدرسة الرسول.
- 2016: وردة وكتاب.
- حكم الأيام.

## روابط خارجية
- خديجة بن عرفة على موقع IMDb (الإنجليزية)
- خديجة بن عرفة على موقع قاعدة بيانات الأفلام العربية